# 17e arrondissement de Paris

Blason du de Paris.

Logo du de Paris.

Le 17e arrondissement de Paris est l'un des vingt arrondissements de Paris. Il est situé sur la rive droite de la Seine au nord-ouest de la ville. Il est délimité à l'ouest par Neuilly-sur-Seine et Levallois-Perret, au sud par les 16e et 8e arrondissements, à l'est par le 18e arrondissement et au nord par Clichy-la-Garenne et Saint-Ouen-sur-Seine.
Très étendu d'ouest en est, le 17e arrondissement comprend plusieurs quartiers : Ternes, Plaine-de-Monceaux, Batignolles et Épinettes.
Aux termes de l'article R. 2512-1 du Code général des collectivités territoriales, il porte également le nom d'« arrondissement de Batignolles-Monceau », mais cette appellation est rarement employée dans la vie courante.

## Historique

### Historique des quartiers et villages

#### Épinettes
Le quartier des Épinettes était situé à l'emplacement actuel du secteur de La Fourche. Ce quartier devait son nom à un lieu-dit créé en 1693 dont l'origine devait être un terme de viticulture car l'épinette blanche est un cépage aujourd'hui appelé pineau blanc qui, comme à Montmartre, y était peut-être cultivé. Après le lotissement de ce quartier en 1860, il fut le plus dense de tout l'arrondissement.

#### Batignolles
Le quartier des Batignolles, au nord de Monceau, était le quartier le moins peuplé et appartenait à la commune de Clichy. L'origine de son nom n'est pas connue avec certitude, mais il pourrait dériver de bastillole ou de bastidiole, petite bastide ou petite maison de campagne. Ce lieu-dit commença à se développer au Premier Empire avec la construction par la « Société des entrepreneurs Navarre et Rivoire » de petites maisons de campagne avec jardinet, puis de grands immeubles destinés à des personnes encore plus modestes. En 1827, le quartier qui faisait alors partie de la commune de Clichy était surpeuplé. Ses habitants demandèrent alors de faire sécession afin de se constituer en commune. Cela leur sera accordé en 1830 par un édit de Charles X qui crée une nouvelle commune baptisée « Batignolles-Monceau ». Celle-ci sera finalement annexée en grande partie à la ville de Paris et intégrée à l'arrondissement, tandis qu'une autre portion de son territoire réintègrera la commune de Clichy.

#### Plaine Monceau
La Plaine Monceau provient du nom d'un petit village qui, au IXe siècle était un lieu-dit très répandu tirant son nom soit de « Mons Calvus » (Mont chauve, désert), soit de « Monticellum » (petit mont), soit de « Muscelli » (terrain couvert de mousse), noms qui formèrent Mousseaux, Monceaux puis Monceau. Sous l'Ancien Régime, l'actuelle Plaine de Monceau était un important lieu de chasse. En 1791, les habitants excédés par les ravages de leurs cultures que faisaient les animaux échappés des remises de gibiers, détruisirent ces remises, symboles de l'Ancien Régime. L'agglomération resta peu peuplée avec 450 habitants à la Révolution. L'actuel quartier s'est construit pendant le XIXe et le début du XXe siècle, est caractérisé par de grandes artères aérées et des rues très larges (souvent boisées) ; c'est l'un des quartiers de Paris où la concentration d'immeubles haussmanniens est la plus importante. C'est aujourd'hui l'un des quartiers les plus chers et les plus cotés de Paris.

#### Ternes
Ce quartier comprend la célèbre avenue des Ternes, avenue très commerçante où est installé le magasin de la Fnac des Ternes (dans les locaux des anciens Magasins réunis Étoile).
Le quartier des Ternes est aussi parsemé de nombreux appartements de type haussmannien ; il se situe à une dizaine de minutes environ (à pied) de l'arc de triomphe de l'Étoile et de l'avenue des Champs-Élysées.

### Intégration des villages dans Paris
Jusqu'en 1860, les villages formant l'actuel 17e arrondissement sont en dehors des limites de Paris. En effet, l'enceinte de Thiers, construite dans les années 1840, s'étend le long de l'actuel boulevard de Courcelles. Par la loi du 16 juin 1859, certains faubourgs de Paris sont annexés à la ville et le 17e arrondissement est créé,. Sont rattachées au nouvel arrondissement :
- la majeure partie de Batignolles-Monceau[N 1] ;
- la totalité du quartier des Ternes appartenant à Neuilly ;
- une petite portion de Saint-Ouen-sur-Seine.

## Administration
Les personnalités exerçant une fonction élective dont le mandat est en cours et en lien direct avec le territoire du 17e arrondissement de Paris sont les suivantes :
| Élection     | Territoire                                                 | Titre              | Nom                  | Tendance politique | - | Début de mandat | Fin de mandat |
| ------------ | ---------------------------------------------------------- | ------------------ | -------------------- | ------------------ | - | --------------- | ------------- |
| Municipales  | 17e arrdt de Paris                                         | Maire du 17e arrdt | Geoffroy Boulard     | LR                 |   | juillet 2020    | 2026          |
| Municipales  | Ville de Paris (12 conseillers de Paris dans le 17e arrdt) | Maire de Paris     | Anne Hidalgo         | PS                 |   | juin 2020       | 2026          |
| Législatives | 3e circonscription - 17e est                               | Députée            | Léa Balage El Mariky | LÉ                 |   | 18 juillet 2024 | 2029          |
| Législatives | 4e circonscription - 17e ouest                             | Députée            | Emmanuelle Hoffman   | RE                 |   | 22 octobre 2024 | 2029          |

### Représentation politique
(août 2025).
| Secteur       | Arrondissement | Conseillers de Paris | Conseillers de Paris | Conseillers de Paris | Conseillers d'arrondissement | Conseillers d'arrondissement | Conseillers d'arrondissement | Nombre d'élus par arrondissement | Nombre d'élus par arrondissement | Nombre d'élus par arrondissement | Habitants par conseiller de Paris | Habitants par conseiller de Paris |
| Secteur       | Arrondissement | de 1983 à 2014       | de 2014 à 2020       | depuis 2020          | avant 2014                   | de 2014 à 2020               | depuis 2020                  | avant 2014                       | de 2014 à 2020                   | depuis 2020                      | en 2015,                          | en 2021,                          |
| ------------- | -------------- | -------------------- | -------------------- | -------------------- | ---------------------------- | ---------------------------- | ---------------------------- | -------------------------------- | -------------------------------- | -------------------------------- | --------------------------------- | --------------------------------- |
| Paris Centre  | 1er            | 3                    | 1                    | 8                    | 10                           | 10                           | 16                           | 13                               | 11                               | 24                               | 16 545                            | 12 269                            |
| Paris Centre  | 2e             | 3                    | 2                    | 8                    | 10                           | 10                           | 16                           | 13                               | 12                               | 24                               | 10 398                            | 12 269                            |
| Paris Centre  | 3e             | 3                    | 3                    | 8                    | 10                           | 10                           | 16                           | 13                               | 13                               | 24                               | 11 683                            | 12 269                            |
| Paris Centre  | 4e             | 3                    | 2                    | 8                    | 10                           | 10                           | 16                           | 13                               | 12                               | 24                               | 13 573                            | 12 269                            |
| 5e            | 5e             | 4                    | 4                    | 4                    | 10                           | 10                           | 10                           | 14                               | 14                               | 14                               | 14 833                            | 14 210                            |
| 6e            | 6e             | 3                    | 3                    | 3                    | 10                           | 10                           | 10                           | 13                               | 13                               | 13                               | 14 143                            | 13 403                            |
| 7e            | 7e             | 5                    | 4                    | 4                    | 10                           | 10                           | 10                           | 15                               | 14                               | 14                               | 13 533                            | 11 987                            |
| 8e            | 8e             | 3                    | 3                    | 3                    | 10                           | 10                           | 10                           | 13                               | 13                               | 13                               | 12 231                            | 11 708                            |
| 9e            | 9e             | 4                    | 4                    | 4                    | 10                           | 10                           | 10                           | 14                               | 14                               | 14                               | 14 852                            | 14 738                            |
| 10e           | 10e            | 6                    | 7                    | 7                    | 12                           | 14                           | 14                           | 18                               | 21                               | 21                               | 13 110                            | 11 935                            |
| 11e           | 11e            | 11                   | 11                   | 11                   | 22                           | 22                           | 22                           | 33                               | 33                               | 33                               | 13 621                            | 12 962                            |
| 12e           | 12e            | 10                   | 10                   | 10                   | 20                           | 20                           | 20                           | 30                               | 30                               | 30                               | 14 234                            | 14 095                            |
| 13e           | 13e            | 13                   | 13                   | 13                   | 26                           | 26                           | 26                           | 39                               | 39                               | 39                               | 14 094                            | 13 719                            |
| 14e           | 14e            | 10                   | 10                   | 10                   | 20                           | 20                           | 20                           | 30                               | 30                               | 30                               | 13 999                            | 13 637                            |
| 15e           | 15e            | 17                   | 18                   | 18                   | 34                           | 36                           | 36                           | 51                               | 54                               | 54                               | 13 055                            | 12 653                            |
| 16e           | 16e            | 13                   | 13                   | 13                   | 26                           | 26                           | 26                           | 39                               | 39                               | 39                               | 12 730                            | 12 466                            |
| 17e           | 17e            | 13                   | 12                   | 12                   | 26                           | 24                           | 24                           | 39                               | 36                               | 36                               | 14 044                            | 13 701                            |
| 18e           | 18e            | 14                   | 15                   | 15                   | 28                           | 30                           | 30                           | 42                               | 45                               | 45                               | 13 172                            | 12 563                            |
| 19e           | 19e            | 12                   | 14                   | 14                   | 24                           | 28                           | 28                           | 36                               | 42                               | 42                               | 13 261                            | 12 973                            |
| 20e           | 20e            | 13                   | 14                   | 14                   | 26                           | 28                           | 28                           | 39                               | 42                               | 42                               | 13 968                            | 13 558                            |
| Nombre d'élus | Nombre d'élus  | 163                  | 163                  | 163                  | 354                          | 364                          | 340                          | 517                              | 527                              | 503                              | 13 537                            | 13 087                            |

- Sous-représentation supérieure de 5 % à la moyenne.
- Sur-représentation supérieure de 5 % à la moyenne.

### Maires de l'arrondissement
| Élection | Identité                   | Parti       | Notes                                      |
| -------- | -------------------------- | ----------- | ------------------------------------------ |
| 1860     | Auguste Balagny            |             |                                            |
| 1870     | François Favre             | Républicain | Nommé à titre provisoire puis élu en 1870. |
| 1871     | Vincent Blanché de Pauniat |             | Nommé en juin 1871.                        |
| 1877     | Léon Cosnard               |             |                                            |
| 1888     | Émile Level                |             |                                            |
| 1901     | Jules Cosnard              |             |                                            |
| 1970     | Abdon Robert Casso         |             |                                            |
| 1983     | Pierre Rémond              | RPR         | Élu en 1983, 1989 et 1995.                 |
| 2001     | Françoise de Panafieu      | UMP         | Élue en 2001.                              |
| 2008     | Brigitte Kuster            | UMP         | Élue en 2008 et 2014.                      |
| 2017     | Geoffroy Boulard           | LR          | Élu en 2017 et en 2020.                    |

### Conseillers de Paris au titre du17earrondissement
Depuis le 28 juin 2020, les conseillers de Paris élus dans le 17e arrondissement sont :
- au titre de la liste d'Union de la droite : Geoffroy Boulard, Brigitte Kuster, Frédéric Péchenard, Catherine Dumas, Jean-Didier Berthault, Alix Bougeret, Jack-Yves Bohbot, Hélène Jacquemont, Paul Hatte et Carline Lubin-Noël ;
- au titre de la liste d'Union de la gauche : Karen Taïeb et Karim Ziady.

### Conseillers d'arrondissement
Depuis l'élection municipale de 2020, les conseillers d'arrondissements sont : 
- au titre de la liste d'Union de la droite : Hugues Charpentier, Aline Bessis, Benjamin Mallo, Agnès Toury, Christophe Ledran, Géraldine Rouah, Philippe Guerre, Athénaïs De la Morandière, Atanase Perifan, Aurélie Assouline, Scévole de Livonnière, Michel Terrioux, Fernandes Lourdes, Pierre-François Logereau, Sonia Hazarabedian, Jamila Serfati, Kobon-Monnet Georgina et Olivier Bouet ;

- au titre de la liste d'Union de la gauche : Jean-Luc Dumesnil, Karina Perez, Mariam Maman, et Fabrice Dassie ;

- au titre de la liste de la majorité présidentielle : Bertrand Lavaud.

### Députés

#### Avant 2012
Depuis le rétablissement du scrutin majoritaire à deux tours en 1986, l'arrondissement était divisé en deux circonscriptions législatives, la seizième et la dix-septième circonscription de Paris. La 17e circonscription empiète un peu sur le 18e arrondissement de Paris. Cette division a eu cours jusqu'à la XIIIe législature de la Cinquième République qui a pris fin en 2012.

##### Seizième circonscription de Paris
La seizième circonscription de Paris recouvre la majeure partie du 17e arrondissement soit le quartier des Ternes et le quartier de la Plaine-de-Monceaux. Elle est délimitée à l'est par l'axe des voies rue de Saussure, boulevard Pereire et rue de Rome. Elle recouvre globalement les anciennes 22e et 23e circonscriptions de Paris (1958-1986) qui furent les circonscriptions législatives notamment de Bernard Lafay, Maurice Druon ou encore de Bernard Pons (jusqu'en 2002).
| Période | Période | Identité              | Étiquette | Qualité |
| ------- | ------- | --------------------- | --------- | ------- |
| 2002    | 2007    | Françoise de Panafieu | UMP       |         |
| 2007    | 2012    | Françoise de Panafieu | UMP       |         |

##### Dix-septième circonscription de Paris
La dix-septième circonscription de Paris recouvre la partie du quartier des Batignolles située à l'est de la rue de Rome, du boulevard Pereire, de la rue de Saussure et de l’avenue de la Porte-d'Asnières et le quartier des Épinettes ainsi qu'une partie du quartier des Grandes-Carrières situé dans le 18e arrondissement de Paris (nord de la rue Championnet et de la rue Ordener). Elle correspond en partie à l'ancienne 24e circonscription de Paris (Batignolles et Épinettes) et à l'ancienne 26e circonscription de Paris (Grandes-Carrières). L'ancienne 24e circonscription  fut la circonscription législative de François Missoffe et Hélène Missoffe avant 1986.
La dix-septième circonscription de Paris fut également la circonscription législative de Françoise de Panafieu, née Missoffe, de 1988 à 2002.
| Période      | Période       | Identité       | Étiquette | Qualité |
| ------------ | ------------- | -------------- | --------- | ------- |
| juin 2002    | novembre 2002 | Annick Lepetit | PS        |         |
| février 2003 | 2007          | Annick Lepetit | PS        |         |
| 2007         | 2012          | Annick Lepetit | PS        |         |

#### Après 2012
La loi du 23 février 2010 ratifie l'ordonnance du 29 juillet 2009, laquelle détermine la répartition des sièges et la délimitation des circonscriptions pour l'élection des députés.
L'arrondissement est alors intégré dans deux circonscriptions : la 3e circonscription de Paris, qui inclut une partie du XVIIIe arrondissement et la 4e circonscription de Paris, qui inclut le nord du XVIe arrondissement. 
| Période | Période | Identité       | Étiquette | Qualité |
| ------- | ------- | -------------- | --------- | ------- |
| 2012    | 2017    | Annick Lepetit | PS        |         |

| Période | Période | Identité      | Étiquette        | Qualité |
| ------- | ------- | ------------- | ---------------- | ------- |
| 2012    | 2017    | Bernard Debré | Les Républicains |         |

### Politique nationale
Au niveau national, lors des élections présidentielles, le 17e arrondissement a constamment voté majoritairement, depuis le début de la Cinquième République (France), pour des candidats issus de la droite libérale ou du mouvement gaulliste.
| Scrutin             | Scrutin             | 1er tour | 1er tour | 1er tour | 1er tour | 1er tour | 1er tour | 1er tour | 1er tour  | 1er tour | 1er tour | 1er tour | 1er tour | 2d tour | 2d tour | 2d tour | 2d tour | 2d tour | 2d tour |
| Scrutin             | Scrutin             | 1er      | 1er      | %        | 2e       | 2e       | %        | 3e       | 3e        | %        | 4e       | 4e       | %        | 1er     | 1er     | %       | 2e      | 2e      | %       |
| ------------------- | ------------------- | -------- | -------- | -------- | -------- | -------- | -------- | -------- | --------- | -------- | -------- | -------- | -------- | ------- | ------- | ------- | ------- | ------- | ------- |
| Présidentielle 2017 | Présidentielle 2017 |          | LR       | 37,71    |          | EM       | 34,46    |          | LFI       | 12,94    |          | PS       | 6,87     |         | EM      | 89,38   |         | FN      | 10,62   |
| Présidentielle 2022 | Présidentielle 2022 |          | LREM     | 42,35    |          | LFI      | 20,50    |          | REC       | 10,89    |          | LR       | 9,18     |         | LREM    | 85,02   |         | RN      | 14,98   |
| Législatives 2022   | 3e                  |          | LÉ-Nupes | 35,58    |          | LREM-Ens | 34,23    |          | LR        | 15,41    |          | REC      | 3,84     |         | LREM    | 54,47   |         | LÉ      | 45,53   |
| Législatives 2022   | 4e                  |          | LREM-Ens | 39,67    |          | LR       | 29,17    |          | LFI-Nupes | 15,27    |          | REC      | 7,49     |         | LREM    | 55,01   |         | LR      | 44,99   |
| Législatives 2024   | 3e                  |          | LÉ-NFP   | 42,43    |          | Ren-Ens  | 36,25    |          | LR        | 9,29     |          | RN       | 8,87     |         | LREM    | 50,36   |         | LÉ      | 49,64   |
| Législatives 2024   | 4e                  |          | Ren-Ens  | 35,79    |          | LR       | 27,50    |          | DVG-NFP   | 20,81    |          | LR-RN    | 13,34    |         | Ren     | 53,06   |         | LR      | 46,94   |

## Démographie

### Généralités
En 2006, l'arrondissement était peuplé de 161 327 habitants sur 566,95 hectares, soit 28 453 hab/km2.
| Année (recensement national) | Population | Densité (hab. par km2) |
| ---------------------------- | ---------- | ---------------------- |
| 1861                         | 75 228     |                        |
| 1866                         | 93 193     |                        |
| 1872                         | 98 003     |                        |
| 1954 (pic de population)     | 231 987    | 40 922                 |
| 1962                         | 227 687    | 40 164                 |
| 1968                         | 210 299    | 37 096                 |
| 1975                         | 186 293    | 32 862                 |
| 1982                         | 169 513    | 29 902                 |
| 1990                         | 161 935    | 28 565                 |
| 1999                         | 161 138    | 28 375                 |
| 2006                         | 161 327    | 28 453                 |
| 2011                         | 170 174    | 30 013                 |
| 2017                         | 168 737    | 29 760                 |

En 1999, le 17e arrondissement compte 45 297 ménages d'une personne, 22 112 de deux personnes, 8 683 de trois personnes, 6 195 de quatre personnes, 2 510 de cinq personnes et 997 de six personnes et plus.
Il y a également 114 personnes âgées de 100 ans et plus dont 90 femmes et 24 hommes.
Le 17e arrondissement, à la jonction des quartiers bourgeois de l'ouest parisien et des quartiers populaires du nord-est, présente une sociologie hétérogène et peut être divisé schématiquement en trois zones :
- une zone relativement populaire, au nord de l'avenue de Clichy : quartier des Épinettes ;
- une zone mixte entre l'avenue de Clichy au nord et la rue de Tocqueville au sud, attirant notamment des jeunes couples urbains : quartier des Batignolles ;
- une zone de grands immeubles haussmanniens à l'ouest de la rue de Tocqueville, avec une sociologie proche de celle du 16e arrondissement voisin : quartiers de la Plaine Monceau et des Ternes.

### Population par quartier
- Population du quartier des Ternes (superficie : 147 hectares)

| Année | Population | Densité (hab. par km²) | Croissance annuelle depuis le dernier recensement |
| ----- | ---------- | ---------------------- | ------------------------------------------------- |
| 1861  | 12 093     |                        | création                                          |
| 1999  | 39 137     |                        |                                                   |

- Population du quartier de la Plaine-de-Monceaux (superficie : 138 hectares)

| Année | Population | Densité (hab. par km²) | Croissance annuelle depuis le dernier recensement |
| ----- | ---------- | ---------------------- | ------------------------------------------------- |
| 1861  | 5 222      |                        | création                                          |
| 1999  | 38 958     |                        |                                                   |

- Population du quartier des Batignolles (superficie : 144 hectares)

| Année | Population | Densité (hab. par km²) | Croissance annuelle depuis le dernier recensement |
| ----- | ---------- | ---------------------- | ------------------------------------------------- |
| 1861  | 26 220     |                        | création                                          |
| 1999  | 38 691     |                        |                                                   |

- Population du quartier des Épinettes (superficie : 138 hectares)

| Année | Population | Densité (hab. par km²) | Croissance annuelle depuis le dernier recensement |
| ----- | ---------- | ---------------------- | ------------------------------------------------- |
| 1861  | 8 875      |                        | création                                          |
| 1999  | 44 352     |                        |                                                   |

## Géographie

### Quartiers administratifs

Quartiers administratifs du.

Comme chaque arrondissement parisien, le 17e est divisé en quatre quartiers administratifs :
1. Quartier des Ternes (65e quartier de Paris) ;
2. Quartier de la Plaine-de-Monceaux  (66e quartier de Paris) ;
3. Quartier des Batignolles (67e quartier de Paris) ;
4. Quartier des Épinettes (68e quartier de Paris).

Le 17e arrondissement possède neuf conseils de quartier.

### Projets et développements

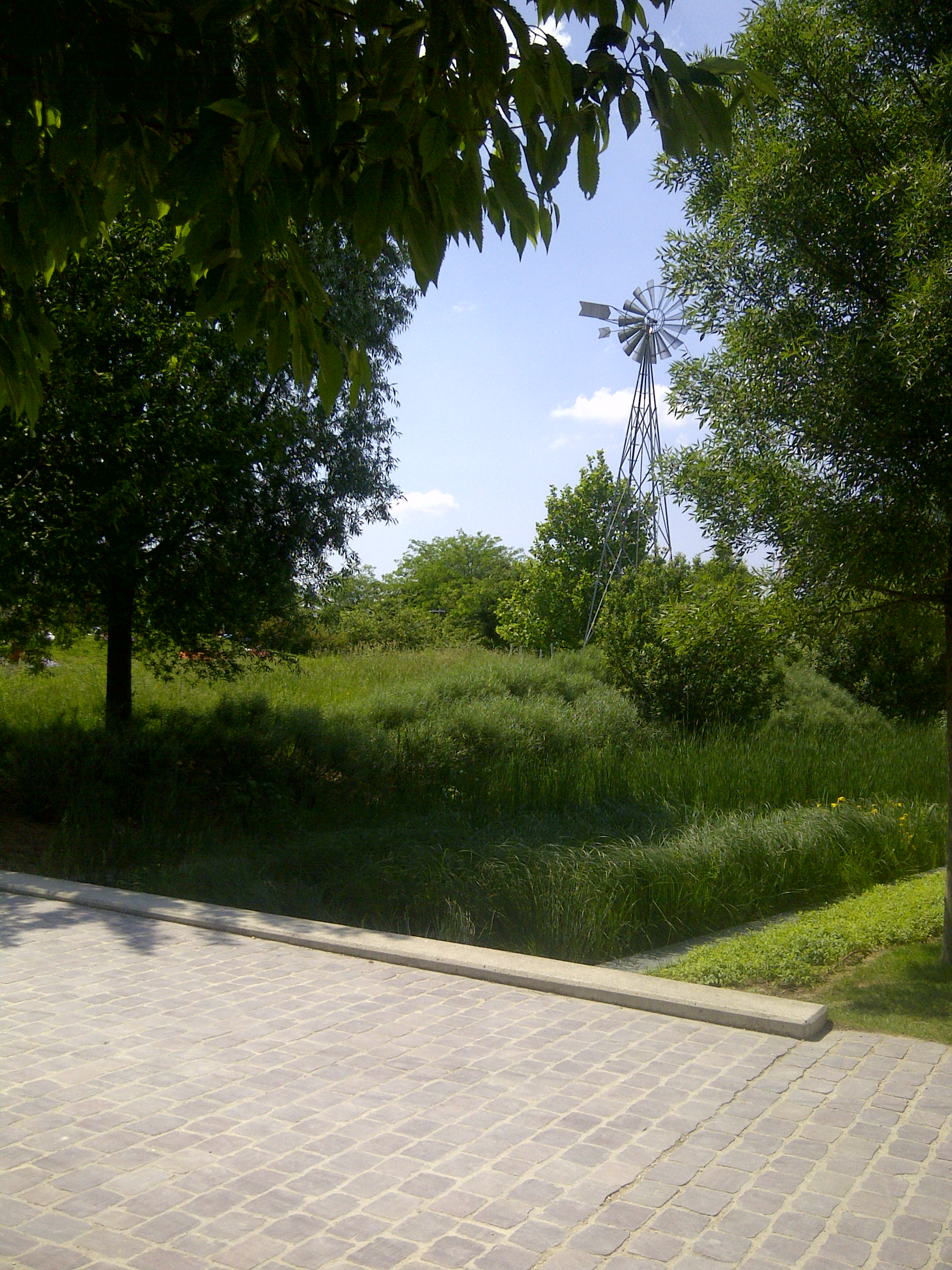
Vue du parc Martin-Luther-King, au centre de Clichy-Batignolles.

Le principal aménagement réalisé ces dernières années est celui de Clichy-Batignolles sur les anciens terrains SNCF situés au nord du quartier des Batignolles et à l'ouest du quartier des Épinettes. Il couvre 54 hectares au nord-est du 17e arrondissement de Paris, délimités par le boulevard périphérique, l’avenue de Clichy, la rue Cardinet et le faisceau des voies ferrées de la gare Saint-Lazare. Il inclut en particulier le déménagement du palais de justice de Paris, la construction de plus de 3 400 logements, de plus de 140 000 m2 de locaux d'entreprises, l'implantation de 30 000 m2 de commerces et de services ainsi que l'aménagement du parc Martin-Luther-King.

## Bâtiments et installations

### Monuments et lieux remarquables
- la Cité des Fleurs

### Bâtiments officiels

#### Ambassades et consulats
Un grand nombre d'ambassades et de consulats sont implantés dans l'arrondissement dont :
- Ambassade et consulat d'Arménie ;
- Ambassade et consulat de Belgique ;
- Ambassade et consulat de Bosnie-Herzégovine ;
- Consulat de la République dominicaine ;
- Consulat général d'Espagne ;
- Ambassade et consulat du Guatemala ;
- Ambassade d'Haïti ;
- Ambassade et consulat de Maurice ;
- Ambassade et consulat du Liberia ;
- Ambassade et consulat de Lituanie ;
- Ambassade et consulat du Mozambique ;
- Ambassade et consulat du Népal ;
- Consulat général du Portugal ;
- Ambassade et consulat du Rwanda ;
- Ambassade et consulat du Togo ;
- Ambassade du Zimbabwe.

### Hôpitaux
Il n'y a pas d'hôpital de l'assistance publique dans le 17e arrondissement.

### Établissements scolaires et universitaires
- Collège et lycée Carnot
- Ensemble scolaire (école primaire, collège, lycée) Sainte-Ursule - Louise de Bettignies
- Collège et lycée international Honoré-de-Balzac (lycée Honoré-de-Balzac)
- Collège et lycée Saint-Michel des Batignolles
- Collège Stéphane-Mallarmé
- Collège Pierre-de-Ronsard
- Collège Boris-Vian
- Collège André-Malraux
- École nationale de commerce (ENC) Bessières
- Institut libre d'étude des relations internationales (ILERI)
- Institut supérieur du commerce de Paris (ISC Paris)
- Centre Malesherbes, un des nombreux sites de Sorbonne Université[15]
- Institut Vatel (école de commerce international d'hôtellerie et de management)
- École 42 (ouverture en novembre 2013)
- École normale de musique de Paris - Alfred Cortot
- École élémentaire Pereire
- Collège public La Rose blanche

### Lieux de cultes

#### Culte catholique

##### Chapelles et paroisses

###### Doyenné des Ternes
- Église Notre-Dame-de-la-Compassion (2, boulevard d’Aurelle-de-Paladines)
- Église Saint-Ferdinand et Sainte-Thérèse de l'Enfant Jésus (27, rue d’Armaillé)
- Église Sainte-Odile (2, avenue Stéphane-Mallarmé)
- Chapelle Saint-Martin de Porrès (41, rue Jacques-Ibert)

###### Doyenné de la Plaine Monceau
- Église Saint-Charles-de-Monceau (22 bis, rue Legendre)
- Églises Saint-François de Sales (6, rue Brémontier et 15-17, rue Ampère)

###### Doyenné des Batignolles-Épinettes
- Église Saint-Joseph-des-Épinettes (40, rue Pouchet)
- Église Saint-Michel des Batignolles (12 bis, rue Saint-Jean)
- Église Sainte-Marie des Batignolles (77, place du Docteur-Félix-Lobligeois)
- Chapelle Notre-Dame de la Confiance (164, rue de Saussure)

##### Missions
- Mission aveyronnaise (30, cité des Fleurs)
- Mission cantalienne (30, cité des Fleurs)
- Mission lozérienne (30, cité des Fleurs)
- Mission des Mauriciens (27, rue d’Armaillé)
- Mission vietnamienne (38, rue des Épinettes)
- Mission portugaise (16, rue Lamandé)

##### Communautés religieuses
- Auxiliaires du Sacerdoce (57, rue Lemercier)
- Filles de la Charité (59, cité des Fleurs)
- Franciscaines réparatrices de Jésus-Hostie (127, avenue de Villiers)
- Petites Sœurs de Jésus du Père de Foucault (18, rue Nollet)
- Sœurs des Sacrés-Cœurs de Jésus et de Marie (34, rue Dautancourt)
- Sœurs missionnaires de la Société de Marie (5, boulevard du Bois-le-Prêtre)
- Ursulines (102, boulevard Pereire)
- Missionnaires d'Afrique (Pères Blancs) (20, rue du Printemps)
- Pères jésuites (7, rue Beudant)

#### Culte protestant

##### Culte réformé
- Temple protestant des Batignolles (44, boulevard des Batignolles)
- Temple protestant de l'Étoile (54-56, avenue de la Grande-Armée)

##### Culte luthérien
- Église luthérienne de l'Ascension (47, rue Dulong)
- Église suédoise luthérienne (9, rue Médéric)

##### Culte évangélique
- Église évangélique arménienne (8 bis, rue des Ternes)
- Église protestante évangélique de Paris Cardinet (20, rue de Saussure)[16]
- Église protestante évangélique des Ternes (8, rue des Ternes)
- Emmanuel International Church (8, rue des Ternes)

#### Culte orthodoxe
- Paroisse roumaine (12 bis, rue Saint-Jean)
- Cathédrale russe Alexandre Nevsky

#### Culte israélite
- Centre culturel du judaïsme marocain Rambam (19-21, rue Galvani)
- Foyer culturel Myriam Zana (10, rue Barye)
- Communauté juive libérale franco-anglophone Kehilat Gesher (7, rue Léon-Cogniet)

#### Culte musulman
- Pas de présence de lieu de culte officiellement référencé dans l’arrondissement.

### Installations sportives
- 4 stades et plaines de jeux
- 2 piscines
- 2 bassins écoles
- 7 gymnases
- 8 salles de sport
- 4 centres municipaux de tennis représentant 18 courts
- 2 terrains d'éducation physique
- 2 centres d'animation
- 7 terrains de jeux de boules
- 1 boulodrome
- 7 aires de jeux à ballons
- 5 pistes de rollers

## Espaces verts
- 16,9 hectares de jardins et promenades, dont 4,5 hectares d'espaces verts non accessibles au public.
- 4,9 hectares de pelouses dont 51 % ouverts au public.
- 0,8 hectare de massifs floraux.
- 4,2 hectares de massifs arbustifs.
- 7 hectares de surfaces diverses (minérales, aires de jeux, pièces d'eaux et locaux).
- 8 455 arbres (6 078 sur la voirie, 2 377 dans les jardins dont 29,45 % de platanes, 13,4 % de marronniers, 8,47 % de tilleuls, 7,15 % de sophoras, 6,46 % d'érables, 21,37 % d'essences diverses.)
- 473 arbres plantés dans les cours des écoles de l'arrondissement.
- 627 arbres sur le périphérique.

### Parcs et bois
- Parc Clichy-Batignolles - Martin Luther King

### Jardins
- Jardin André-Ulmann (17/24, boulevard de Reims et 18 avenue Brunetière)
- Jardin Framboisine (avenue de Clichy, boulevard Berthier)
- Jardin de la place du Général-Catroux (place du Général-Catroux)
- Jardin potager biologique (angle du boulevard Pereire et de la rue Guersant)
- Jardin Claire-Motte (avenue de la Porte-d'Asnières)
- Jardin de la rue du Colonel Manhès (rue Ernest-Roche)
- Jardin de l'Îlot C3 (boulevard de Reims)
- Jardin Lily-Laskine (5/7 rue du Caporal-Peugeot)

### Squares
- Square des Batignolles (place Charles-Fillion)
- Square Alexis-Clerel de Tocqueville (89, rue de Tocqueville)
- Square Auguste-Balagny (rue Jean-Oestreicher)
- Square du passage Moncey (passage Moncey)
- Square Jérôme-Bellat (boulevard Berthier)
- Square Boulay-Level (rue Boulay et rue Émile-Level)
- Square de l’Amérique-Latine (place de la Porte-de-Champerret)
- Square Villa Sainte-Croix (villa Sainte-Croix, rue de La Jonquière)
- Square Marguerite-Long (boulevard d’Aurelle-de-Paladines)
- Square Jean-Leclaire (rue Jean-Leclaire et rue Lantiez)
- Square du Cardinal Petit de Julleville (boulevard d’Aurelle-de-Paladines)
- Square Bayen (rue Bayen, boulevard Pereire)
- Square Sainte-Odile (rue de Courcelles)
- Square Lucien-Fontanarosa (rue Cino-Del-Duca)
- Square Jacques-Audiberti (angle rue Cino-Del-Duca, avenue de la Porte-de-Villiers)
- Square du Caporal-Peugeot (rue du Caporal-Peugeot, boulevard de la Somme)
- Square Albert-Besnard (place du Maréchal-Juin)
- Square Paul-Paray (rue de Saussure)
- Square Ernest-Chausson (55, avenue de Clichy)
- Square des Épinettes (rue Maria-Deraismes, rue Jean-Leclaire)
- Square du Thimerais (rue de Senlis, rue de Courcelles)

### Promenades
- Promenade Pereire  (boulevard Pereire)
- Promenade Bernard Lafay (rue de Saussure)

### Aire de jeux
- Aire de jeux de la rue Hélène (12 rue Hélène)

### Marchés
- Marché biologique des Batignolles[17]
- Marché couvert Batignolles[17]
- Marché aux fleurs Ternes[17]
- Marché Navier[17]
- Marché couvert des Ternes[17]
- Marché Berthier[17]

## Économie et tourisme
Le 17e arrondissement compte 26 049 entreprises dont 13 480 établissements ressortissants de la Chambre de Commerce et d'Industrie de Paris.
Parmi ces 13 480 commerces on compte :
- 1 910 commerces alimentaires et non-alimentaires ;
- 1 216 commerces de gros ;
- 8 730 commerces liés aux services ;
- 1 615 commerces liés à l'industrie et à la construction.

### Revenus de la population et fiscalité
En 2011, le revenu fiscal médian par ménage était de 37 027 €, ce qui place le 17e arrondissement au 10e rang parmi les 20 arrondissements de Paris.
Selon l'Observatoire des inégalités, le 17e arrondissement de Paris est l'une des communes abritant la population aux plus hauts revenus de France. Le 17e arrondissement de Paris se classe au 9e rang des communes de plus de 20 000 habitants en France où « les riches sont les plus riches » avec un niveau de vie annuel (revenus après impôts pour une personne seule) minimum des 10 % les plus riches de 82 620 euros en 2019.

## Culture

### Musées
- Musée national Jean-Jacques Henner

### Cinémas
- Cinéma des cinéastes
- Mac Mahon
- UGC Maillot
- Club de l'Étoile

### Théâtres
- Théâtre Hébertot, 78 bis boulevard des Batignolles
- L'Européen, 5 rue Biot
- Odéon - Théâtre de l'Europe (Ateliers Berthier), 1 rue André-Suarès (situé dans les anciens Ateliers des décors de l'Opéra de Paris)
- Théâtre Le Méry, 7 place de Clichy
- Centre national du théâtre, 134 rue Legendre
- Théâtre de La Jonquière, 88 rue de la Jonquière

### Vie associative
Plus de 7 000 associations ont leur siège social dans le 17e dont au moins 350 sont membres du Comité d'initiative et de consultation d'arrondissement (CICA).

## Transports

### Transports en commun

#### Réseau ferré
Le 17e arrondissement est traversé ou bordé par plusieurs modes de transports qui le desservent par l'intermédiaire des lignes, stations et gares ci-après. 

##### Métro
- : Charles de Gaulle - Étoile, Argentine et Porte Maillot
- : Charles de Gaulle - Étoile, Ternes, Courcelles, Monceau, Villiers, Rome et Place de Clichy
- : Porte de Champerret, Pereire, Wagram, Malesherbes  et Villiers
- : Charles de Gaulle - Étoile
- : Porte de Clichy, Brochant, Porte de Saint-Ouen, Guy Môquet, La Fourche et Place de Clichy
- : Pont-Cardinet et Porte de Clichy

##### Réseau express régional
- : Charles de Gaulle - Étoile
- : Porte de Clichy, Pereire - Levallois et Neuilly - Porte Maillot
- : Neuilly-Porte Maillot

##### Tramway
- : Porte de Saint-Ouen, Epinettes - Pouchet, Honoré de Balzac, Porte de Clichy - Tribunal de Paris et Marguerite Long, Square Sainte-Odile, Porte de Champerret, Thérèse Pierre, Anny Flore, Porte Maillot.

##### Transilien
- : Pont-Cardinet

#### Bus
Un certain nombre de lignes du réseau de bus RATP desservent le 17e arrondissement.
D'une part des lignes qui traversent l'arrondissement en le reliant avec les communes ou arrondissements voisins : 20, 21, 22, 28, 30, 31, 43, 52, 54, 66, 73, 74, 82, 84, 92, 94 et 341 ;
D'autre part, des lignes de banlieue en rabattement sur les pôles de correspondances (principalement Porte de Clichy et Porte de Champerret) : 163, 164, 165, 173 et 274.

## Personnalités célèbres

### Personnalités nées ou décédées dans l'arrondissement
- Catégorie:Naissance dans le 17e arrondissement de Paris
- Catégorie:Décès dans le 17e arrondissement de Paris

### Autres
- Auguste Balagny (1805-1896), notaire, maire de Batignolles-Monceau de 1843 à 1848, premier maire du 17e de 1850 à 1870. Une station de métro et la rue Guy-Môquet portèrent son nom jusqu'en 1945. Un square porte son nom depuis 1987.
- Ernest Goüin (1815-1885), ingénieur polytechnicien, est également un entrepreneur, constructeur de locomotives et d'ouvrages d'arts métalliques. Son nom figure sur la Tour Eiffel. La rue Ernest-Goüin, dans le quartier des Épinettes, est située sur l'emplacement de l'usine qu'il créa en 1846[20].
- Gabriel Fauré habita de 1886 à 1911 au 154 du boulevard Malesherbes où il composa son requiem.

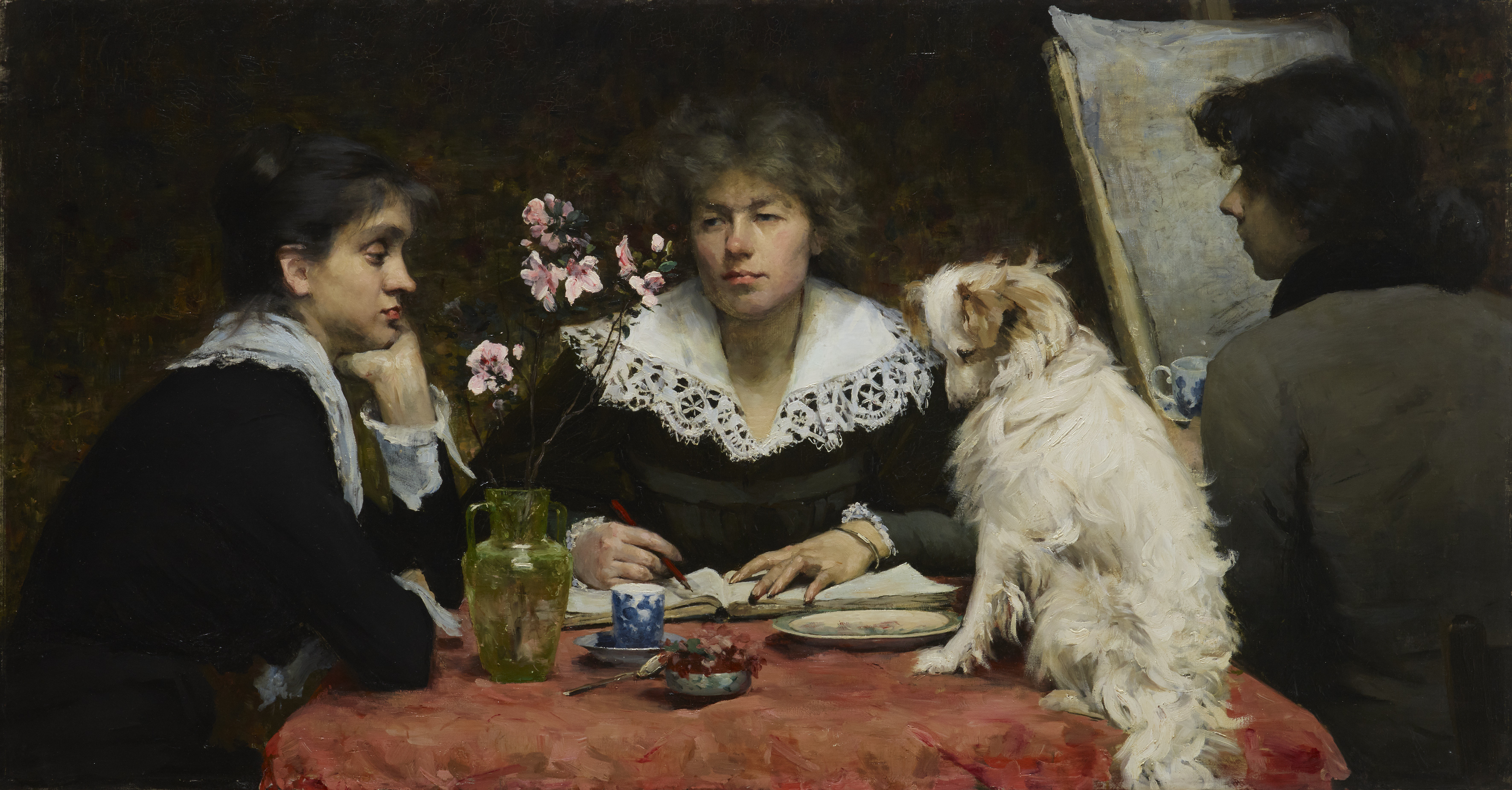
Portrait des amies (1881), œuvre de Louise Catherine Breslau, avec Maria Feller et Sophie Schaeppi, dans l'appartement de l'avenue des Ternes, Musée d'art et d'histoire de Genève.

- Portrait des amies (1881), œuvre de Louise Catherine Breslau, avec Maria Feller et Sophie Schaeppi, dans l'appartement de l'avenue des Ternes, Musée d'art et d'histoire de Genève. Louise Catherine Breslau (1956-1927), peintre allemande, a vécu au n°40 de l'avenue des Ternes[21].
- Prosper Môquet (1897-1986), député du 17e arrondissement (circonscription du quartier des Épinettes) du 3 mai 1936 au 21 janvier 1940.
- Guy Môquet (1924-1941), fils de Prosper Môquet, résida rue Baron[22] et fut élève du lycée Carnot. Une rue et une station de métro portent son nom.
- Nicolas Sarkozy résida rue Fortuny pendant sa jeunesse[23].
- Général Casso (1912-2002), Grand officier de la Légion d'honneur, maire du 17e arrondissement de 1970 à 1976, Français libre, ingénieur et docteur ès sciences, résistant, militaire, commandant de la brigade de sapeurs-pompiers de Paris de 1963 à 1970, il a été choisi pour être le parrain de la promotion 2018-2019 du 4e bataillon de l’École spéciale militaire de Saint-Cyr.
- Gilles Deleuze (1925-1995) vécut la plus grande partie de sa vie et rédigea la plupart de ses ouvrages rue de Bizerte[24] jusqu'à son suicide par défenestration avenue Niel[25].
- Paul Taffanel, flûtiste et fondateur de l'École française de flûte et son épouse Geneviève Deslignières habitèrent au 8 de l'avenue Gourgaud à partir de 1877 jusqu'à leurs disparitions respectives en 1908 et 1940. L'immeuble a été conçu par l'architecte Marcel Deslignières (1847-1914).
- Léopold Sédar Senghor (Joal, Sénégal, 9 octobre 1906 - Verson, France, 20 décembre 2001), poète, écrivain et homme politique sénégalais, a été le premier président du Sénégal (1960-1980) et fut aussi le premier Africain à siéger à l'Académie française.
- Maxime Bonnet (1923-2015), dirigent d'entreprise habitait rue du colonel-moll et puis rue saint ferdinand
- Michel Viot (1944-), évêque luthérien français devenu prêtre catholique.
- Patrick Chauvet (1951), prélat et théologien français.
- Les comédiens Max Boublil, Jérémy Ferrari, Gad Elmaleh et Franck Dubosc[26].
- Le DJ Martin Solveig[26].
- Dominique de Villepin, rue Fortuny[26].
- Le rappeur Wacko a grandi dans le 17e arrondissement.
- Les rappeurs Hayce Lemsi et Volts Face[27] sont issus du 17e arrondissement.
- Les rappeurs Aéro and Leto du groupe PSO Thug sont issus du 17e arrondissement (Porte de Saint-Ouen).
- Le rappeur Cheu-B et son groupe XV Barbar sont issus du 17e arrondissement (La Fourche, Porte de Saint-Ouen).
- L'animateur radio et télévision Fred Musa vit dans le 17e arrondissement.
- Barbara, chanteuse de variétés née le 9 juin 1930 au numéro 6 de la rue Brochant.
- Guy-Manuel de Homem-Christo, membre du célèbre duo Daft Punk, habita avec ses parents durant sa jeunesse dans leur appartement familial du 47, rue des Renaudes. Il était élève au lycée Carnot durant son parcours scolaire.
- Claudine Loquen (1965-), artiste peintre, y a vécu de 1988 à 1990, au 32, rue Laugier.
- Pierre Boilley, historien français, réside dans l'arrondissement, dans un appartement près de la porte de Champerret.
- Le chanteur français Didier Barbelivien y possède un bien immobilier près de la porte Maillot.
- Les artistes républicains espagnols Adelita del Campo et Julián Antonio Ramírez s'installent dans le 17e arrondissement en 1946 au 2, rue du Caporal-Peugeot.